# Władimir Komarow (generał)
Władimir Nikołajewicz Komarow (ros. Владимир Николаевич Комаров; ur. 29 listopada?/12 grudnia 1904 w Moskwie, zm. 14 grudnia 1976 tamże) – radziecki wojskowy, generał pułkownik, Bohater Związku Radzieckiego (1945).

## Życiorys
Do 1916 skończył 4 klasy szkoły miejskiej, pracował jako uczeń ślusarza i pomocnik inspektora pracy na kolei w podmoskiewskiej stacji, później jako robotnik w Osetii i Czeczenii, od sierpnia 1926 służył w Armii Czerwonej. W 1927 ukończył szkołę pułkową, w 1929 kursy przy kijowskiej szkole wojskowej, a w 1937 Wojskową Akademię Mechanizacji i Motoryzacji, dowodził pułkiem wojsk NKWD w Tyflisie. W marcu 1939 został aresztowany pod zarzutem spowodowania wypadku samochodowego i do lipca 1939 przechodził śledztwo, później został przywrócony do służby, w lipcu-sierpniu 1941 dowodził pułkiem piechoty na Froncie Północno-Zachodnim, brał udział w kontrnatarciu w rejonie Starej Russy, 28 sierpnia 1941 został ranny. Po wyjściu ze szpitala w Kineszmie w styczniu 1942 został dowódcą pułku na Froncie Kalinińskim, uczestniczył w bitwie pod Moskwą i w walkach w rejonie miasta Biełyj, 22 lipca 1942 został ranny i odesłany do szpitala w mieście Kirow. Od sierpnia do grudnia 1942 dowodził brygadą powietrznodesantową, a w grudniu 1942 – styczniu 1943 pułkiem powietrznodesantowym, od lutego do kwietnia 1943 był szefem sztabu dywizji powietrznodesantowej na Froncie Północno-Zachodnim, a od lipca 1943 do stycznia 1944 szefem sztabu dywizji strzeleckiej.
Od stycznia do października 1944 był szefem sztabu 33 Gwardyjskiego Korpusu Strzeleckiego, a od października 1944 do maja 1945 13 Gwardyjskiej Dywizji Strzeleckiej, walczył na Froncie Woroneskim, Stepowym, 2 i 1 Ukraińskim, brał udział w bitwie pod Kurskiem, wyzwoleniu Lewobrzeżnej Ukrainy, operacji kirowohradzkiej, humańsko-botoszańskiej, lwowsko-sandomierskiej, sandomiersko-śląskiej, dolnośląskiej, górnośląskiej, berlińskiej i praskiej, w sierpniu 1943 był lekko ranny. Szczególnie wyróżnił się podczas operacji sandomiersko-śląskiej pod koniec stycznia 1945, gdy po sforsowaniu Odry w rejonie wsi Lipki k. Brzegu jego dywizja uchwyciła przyczółek na lewym brzegu rzeki. Po wojnie dowodził dywizją w Centralnej Grupie Wojsk w Austrii, w latach 1947–1950 w Moskiewskim Okręgu Wojskowym, 1952–1953 dowodził korpusem piechoty, a 1953–1955 4 Zmechanizowaną Armią Gwardii w Grupie Wojsk Radzieckich w Niemczech. W latach 1955–1957 był I zastępcą dowódcy Karpackiego Okręgu Wojskowego, na tym stanowisku brał udział w likwidacji powstania na Węgrzech w 1956, od czerwca 1957 do kwietnia 1960 dowodził wojskami Nadwołżańskiego Okręgu Wojskowego, a od kwietnia 1960 do lipca 1961 Białoruskiego Okręgu Wojskowego, 1961–1969 stał na czele Głównego Zarządu Przysposobienia Bojowego Wojsk Lądowych, we wrześniu 1969 zakończył służbę wojskową. W latach 1958–1966 był deputowanym do Rady Najwyższej ZSRR 5 i 6 kadencji. Otrzymał honorowe obywatelstwo Litomierzyc.

## Awanse
- podpułkownik (19 maja 1942)
- pułkownik (22 lutego 1944)
- generał major (27 czerwca 1945)
- generał porucznik (11 maja 1949)
- generał pułkownik (8 sierpnia 1955)

## Odznaczenia
- Złota Gwiazda Bohatera Związku Radzieckiego (29 maja 1945)
- Order Lenina (pięciokrotnie – 6 kwietnia 1945, 29 maja 1945, 20 kwietnia 1953, 11 grudnia 1964 i 31 października 1967)
- Order Czerwonego Sztandaru (trzykrotnie - 1 kwietnia 1944, 3 listopada 1944 i 24 czerwca 1948)
- Order Suworowa II klasy (23 września 1944)
- Order Kutuzowa II klasy (7 marca 1957)
- Order Wojny Ojczyźnianej I klasy (30 sierpnia 1943)
- Order Virtuti Militari V klasy (Polska Ludowa)
- Order Krzyża Grunwaldu III klasy (Polska Ludowa)
- Krzyż Wojenny Czechosłowacki 1939 (Czechosłowacja)

I medale.